# Everybody's Somebody's Fool
"Everybody's Somebody's Fool" är en sång skriven av Jack Keller och Howard Greenfield, vilken blev en #1-hit för for Connie Francis i mitten av 1960. 

## Historik
Även om "Everybody's Somebody's Fool" skrevs som en bluesballad, framförde Francis låten I polkastil och kände att den skulle passa den västtyska marknaden, och producenten Arnold Maxin följde Francis råd den 7 april 1960 i Olmstead Studios (New York City) då Francis spelade in låten med Joe Sherman Orchestra. 

### Mottagande
I USA var "Everybody's Somebody's Fool" tänkt att fungera som B-sida till "Jealous of You (Tango Della Gelosia)", vilken likt Francis föregående A-side-hitlåt "Mama" var en balladlåt av italienskt ursprung; men de flesta amerikanska radiostationer föredrog att spela "Everybody's Somebody's Fool" och – medan "Jealous of You" nådde topplaceringen #19 nådde - "Everybody's Somebody's Fool" placeringen #1 på Billboard Hot 100 den 27 juni 1960 och stannade där den följande veckan. Det blev den första av Francis' tre #1's-låtar i USA, och "Everybody's Somebody's Fool" rankades också på R&B-listan med topplaceringen #2 och var Francis enda större hitlåt att även ta sig in på countrylistorna, där med topplaceringen #24.
Med topplaceringen #5 i Storbritannien, nådde "Everybody's Somebody's Fool" topplaceringen #1 i Australien i tre veckor i juli 1960 och rankades med topplaceringen #15 för det året i Sydafrika.

### Senare inspelningar
Vad Francis trodde om den potentialen för "Everybody's Somebody's Fool" att bli en hitlåt i Västtyskland visade sig korrekt: på tyska hette den "Die Liebe ist ein seltsames Spiel" och blev en av 1960 års bäst säljande singlar i Västtyskland, där den ursprungliga engelskspråkiga version nådde topplaceringen #25. "Everybody's Somebody's Fool" nådde också placeringen #1 i Norge under åtta veckor. Versioner på andra språk spelades bland annat in av Celly Campello (på portugisiska som "Alguém é bobo de alguém"), Laila Kinnunen och Marketta Joutsi (varsin version) (på finska som "Pajunköyttä") och Siw Malmkvist (på svenska "Tunna skivor"). Efter "Everybody's Somebody's Fool", började Francis spela in olika språkversioner.
"Everybody's Somebody's Fool" spelades 1979 in av Debby Boone som tidigare hade en top-20-countryhit med Connie Francis-covers på "My Heart Has a Mind of Its Own" och "Breakin' in a Brand New Broken Heart"; dock nådde Boones version av "Everybody's Somebody's Fool" endast topplaceringen #48 på countrylistorna. Låten spelades också in som albumspår av Lynn Anderson, Pat Boone, Ann Breen, Sierra Hull, Margo, Jody Miller, Marie Osmond, Sandy Posey och Bobby Vee.

## Liknande och noterbart
Låten som ursprungligen spelades in av Connie Francis vid namn "Everybody's Somebody's Fool" förväxlas ofta med en liknande sång med samma titel som skrevs av Ace Adams och Lionel Hampton och spelades in av LaVern Baker, Michael Jackson, Etta James, the Heartbeats (#78/ 1957), Clyde McPhatter, Little Jimmy Scott, Kay Starr, Dakota Staton och Dinah Washington.
Arrangemanget i Connie Francis version är noterbart för sitt orgelintro. Det är enda stället i arrangemanget där orgel spelas.